# 立山高原巴士

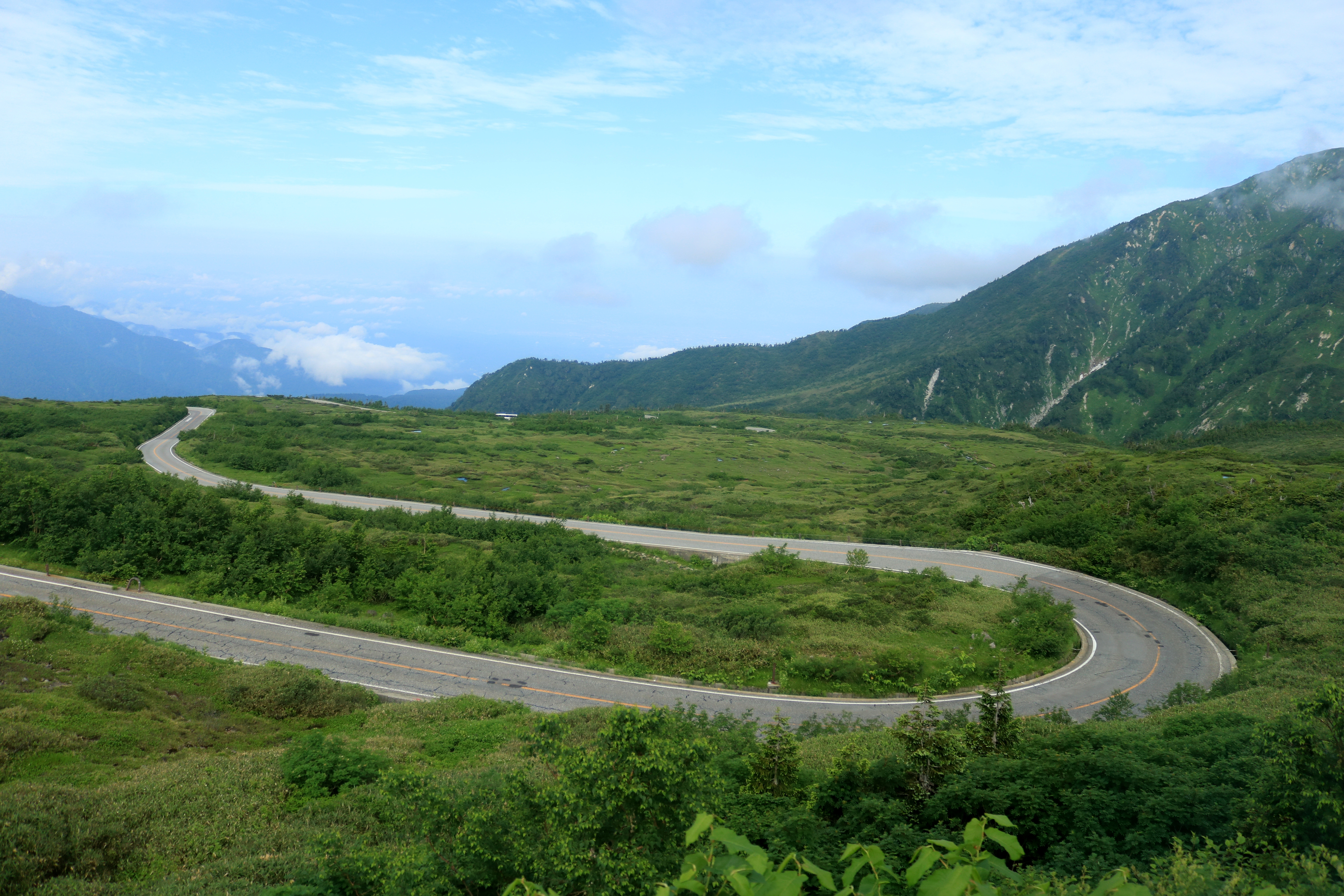
立山高原巴士（立山黑部阿爾卑斯山脈路線），天狗平周邊

立山高原巴士（日语：／ Tateyama Kōgen basu */?）是一條行走在富山縣中新川郡立山町內，行走於立山黑部貫光立山纜車美女平站和立山隧道無軌電車室堂站之間的巴士路線。路線由立山黑部貫光營運（啟用當初由立山開發鐵道營運）。

## 概要
該巴士路線是立山黑部阿爾卑斯山脈路線的一部分。全線行走在富山縣道6號富山立山公園線（立山收費道路）上。由於道路上有My car規制，一般乘客必須乘坐此巴士路線通過該道路（在夏天時期，富山地方鐵道會設有行走於富山站前至室堂站之間的夏山巴士）。巴士路線只於4月至11月之間行走，在冬季暫停服務。
另外，當立山黑部貫光立山纜車十分繁忙時，當時會安排從立山站前直達室堂站的直行巴士。
原本路線上使用柴油巴士（由日野汽車製。曾經使用富士重工業製的車身），現時開始轉換為混能巴士（日野S'elega）。

## 歷史

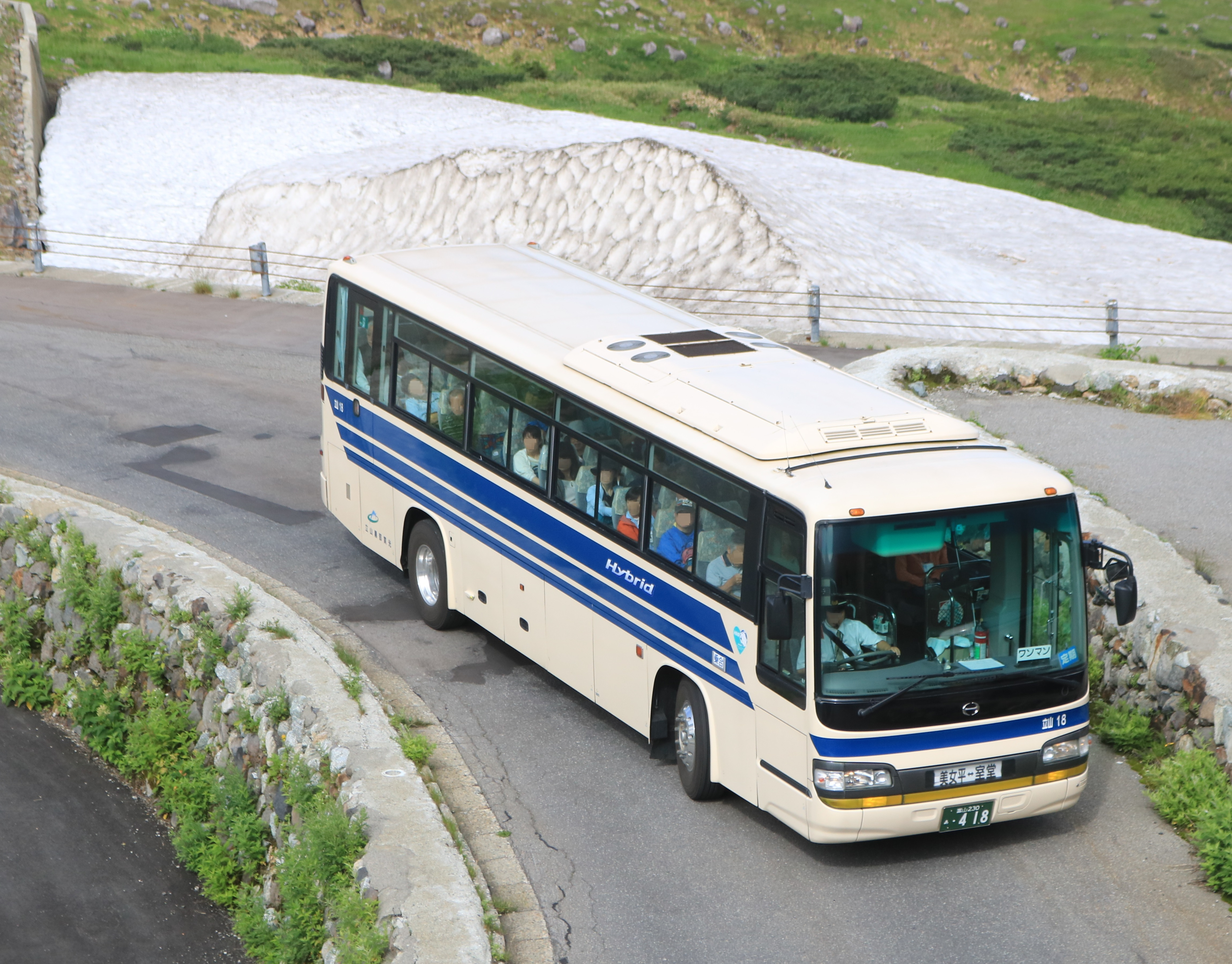
到達室堂的混能巴士

- 1955年（昭和30年）7月1日 - 行走於美女平至弘法（現時：弘法停車場）之間的巴士路線開始營業[2][4]。
- 1956年（昭和31年）9月10日 - 弘法至追分（現時：立山收費道路追分收費站）之間開始營業[2]。
- 1958年（昭和33年）9月1日 - 追分至彌陀原之間開始營業[2]。
- 1964年（昭和39年）6月20日 - 美女平至室道之間全線開通[2]。
- 1971年（昭和46年）6月1日 - 立山黑部阿爾卑斯山脈路線全線開通[5][6][7]。
- 1998年（平成10年） - 開始轉用混能巴士[3]。

## 巴士站列表
美女平 - 山毛櫸坡 - 瀧見台 - 上之小平 - 弘法 - 追分 - 彌陀原 - 美松 - 天狗口 - 天狗平 - 室堂
- 在11月中旬至下旬，美女平至室堂之間中途不停站。
- 弘法巴士站只於6月下旬至11月上旬停靠[8]。在停靠巴士站期間，八郎坂登山道（稱名瀑布 - 弘法巴士站之間）可讓遊人使用。
- 在弘法、彌陀原和天狗平各巴士站均可乘車和中途下車[8]。
- 在山毛櫸坡、瀧見台、上之小平、追分、美松、天狗口各巴士站上沒有巴士站牌，並只可下車[8]。另外，美松在春山滑雪期間中可乘車。

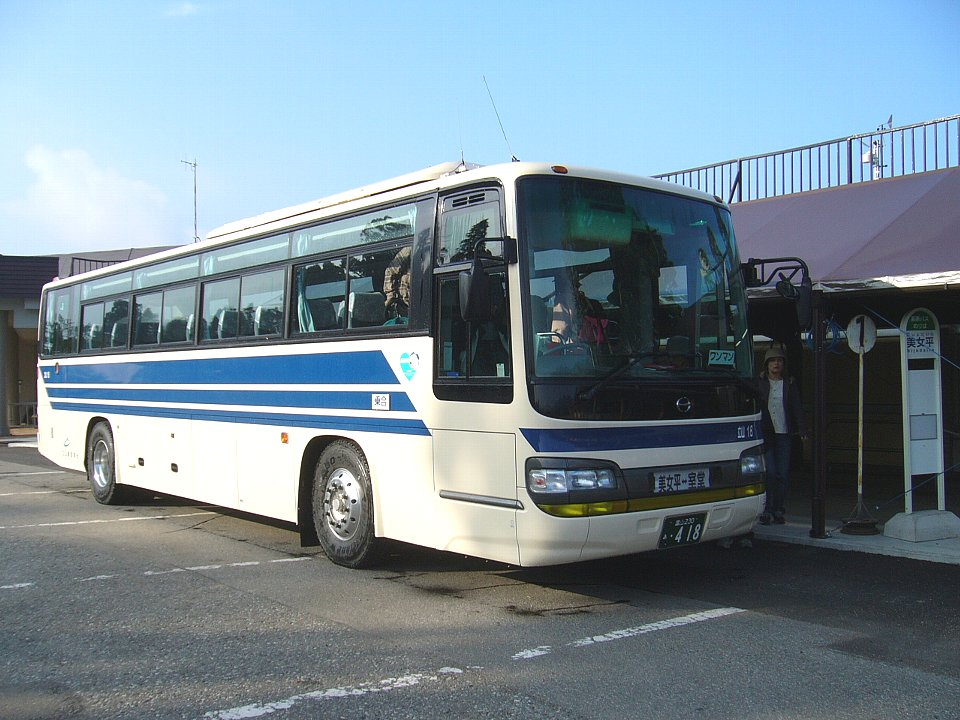
美女平
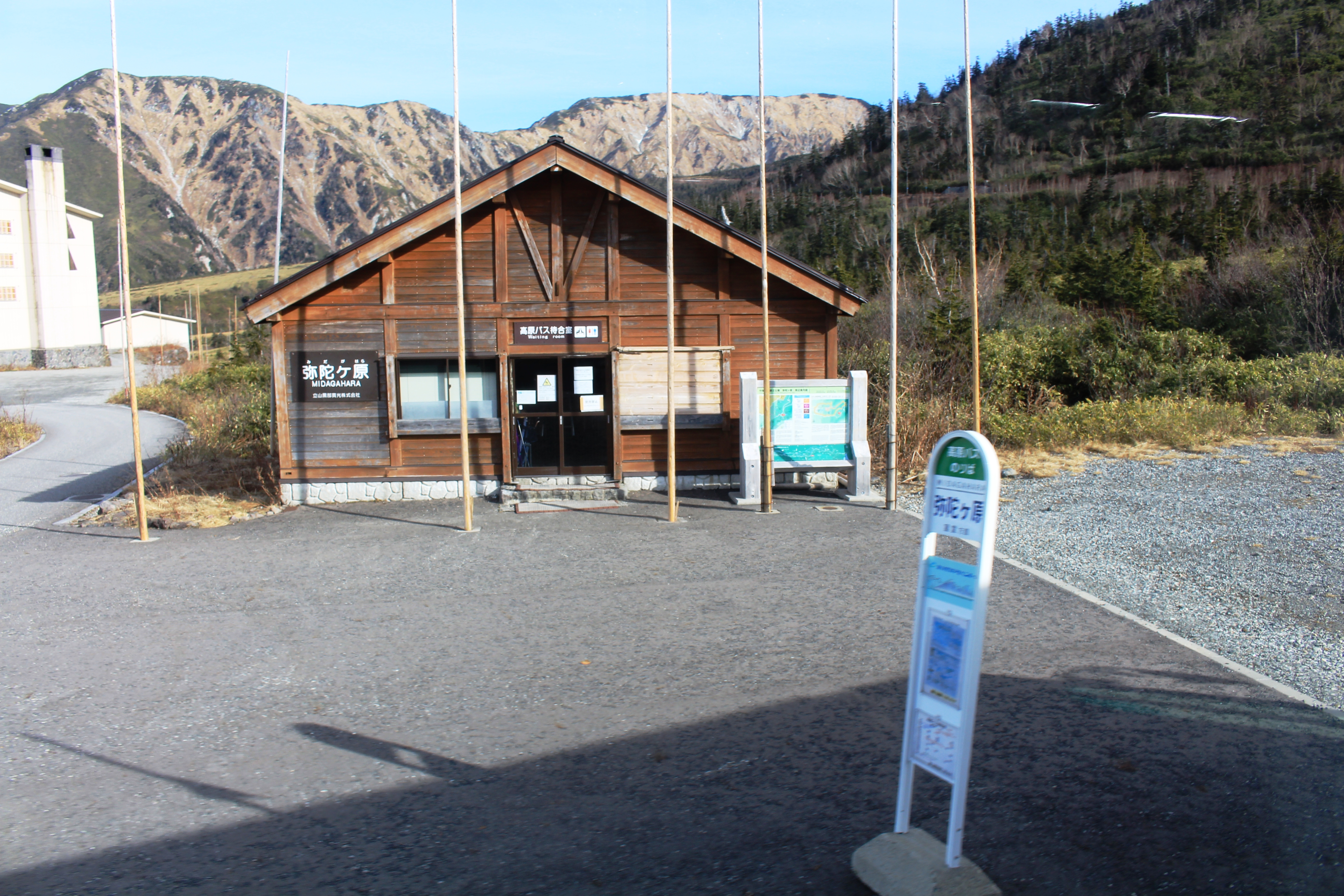
彌陀原（日语：弥陀ヶ原 (立山)）
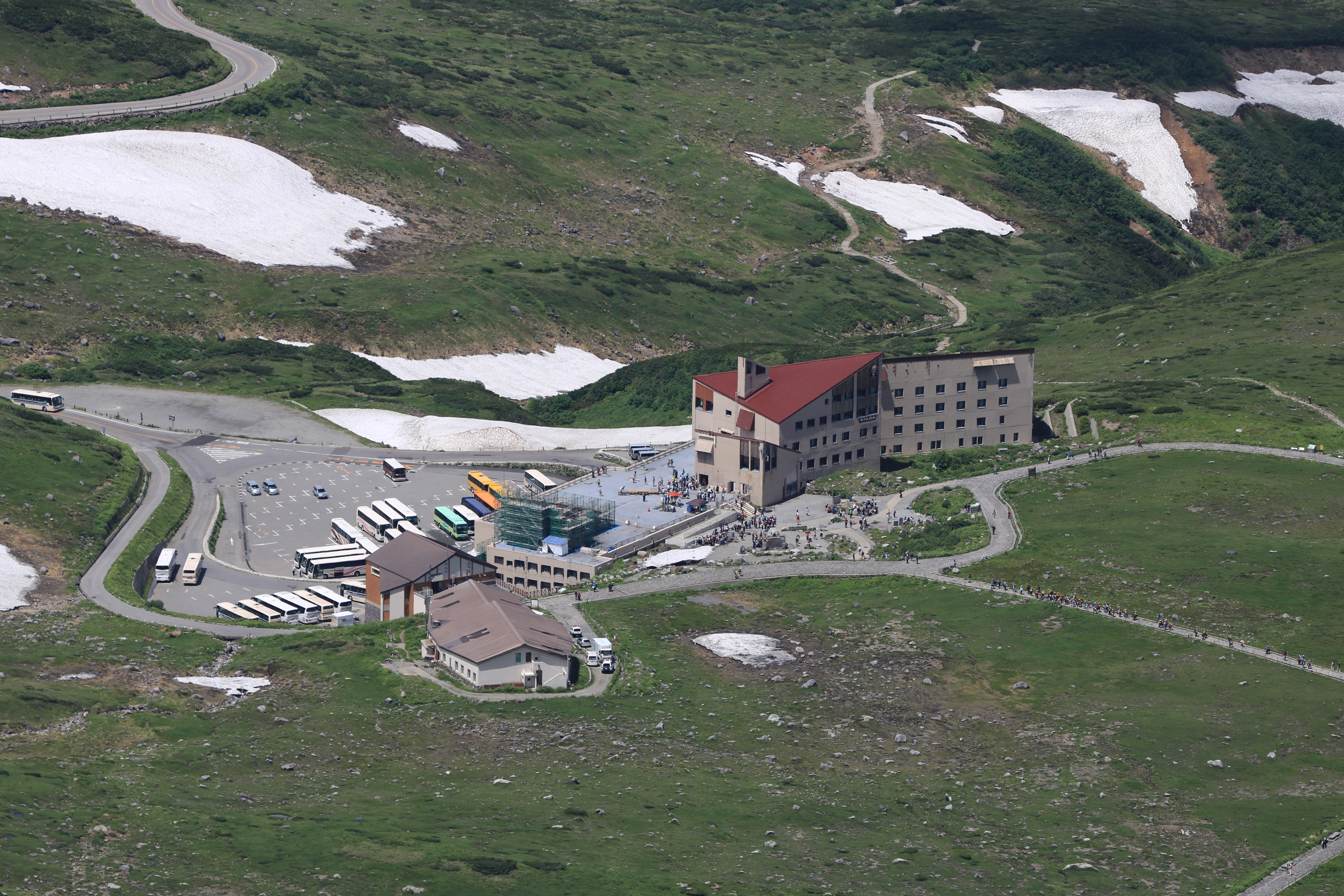
室堂

## 乘車方法
- 在美女平或室堂購入車票，然後可以乘車。
- 彌陀原和天狗平需要預約乘車，當中天狗平乘車前需要在「天狗平山莊」[9]預約乘車[8]，在該處可購買巴士車票。在中途下車時候，可於各設施預約乘車[8]。
  - 彌陀原每年都可在「彌陀原酒店」[10]預約乘車，自從酒店在2020年起暫停營業後改變預約乘車的地方。
- 在弘法乘車時，當巴士上還有空位即可乘車。否則需要等待下一班巴士。中途下車的時候也是同樣處理[8]。

## 雪之大谷
雪之大谷（日语：／）是在立山高原巴士於室堂前方，為一道全長約500米的雪牆。每年4月開業至6月下旬前會舉行「雪之大谷Walk」，在兩線車道中，一條行車線讓行人專用。
在2021年的「雪之大谷」中，為了紀念立山黑部阿爾卑斯山脈路線啟用50周年，現時兩線車道中，重現開業當初的一線車線。另外，在舉行「雪之大谷Walk」期間，富山縣礪波市舉行了礪波鬱金香博覽會，會場展示了以「雪之大谷」作為形象的「花之大谷」。

## 沿線風景

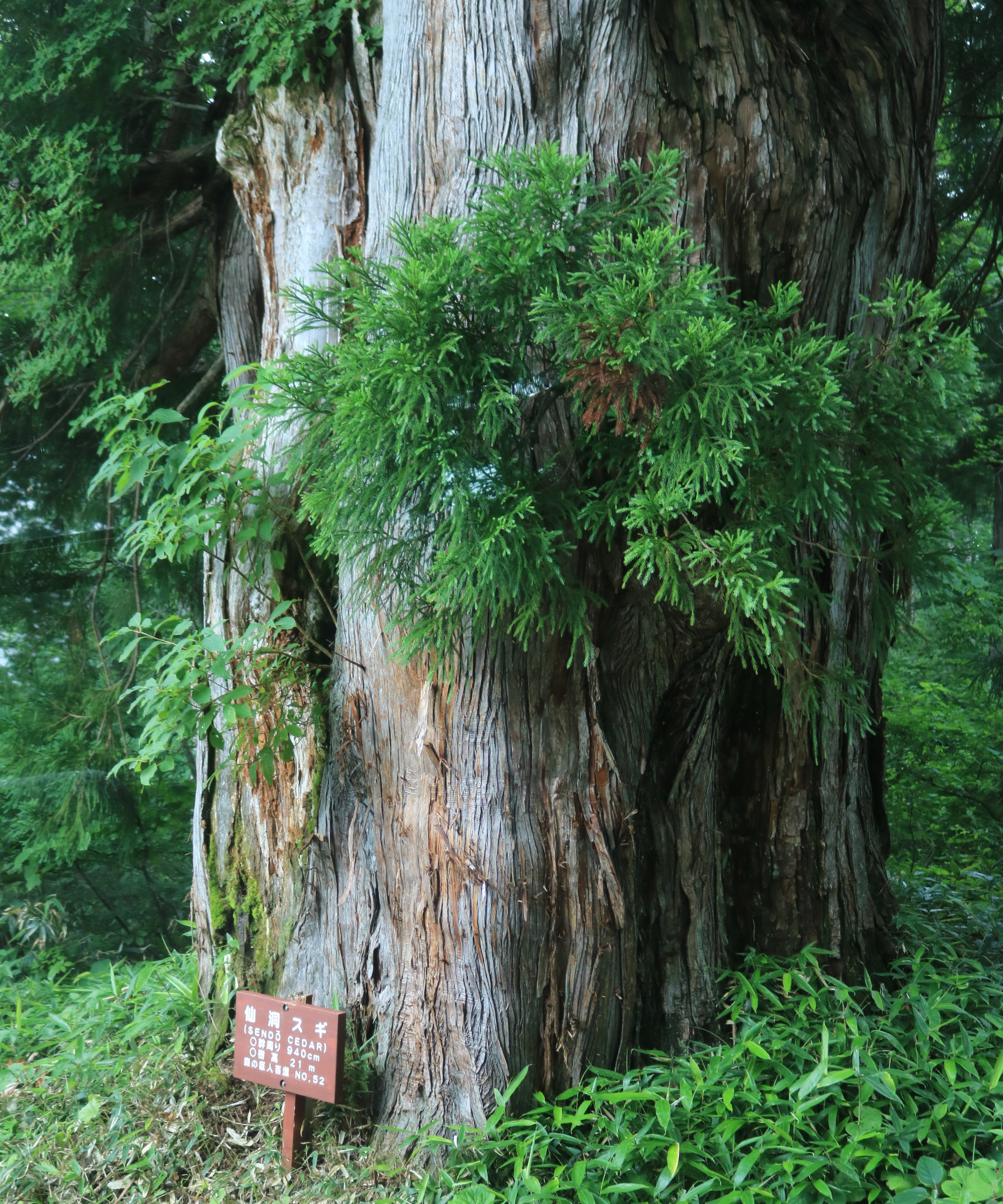
仙洞杉（立山杉大樹）
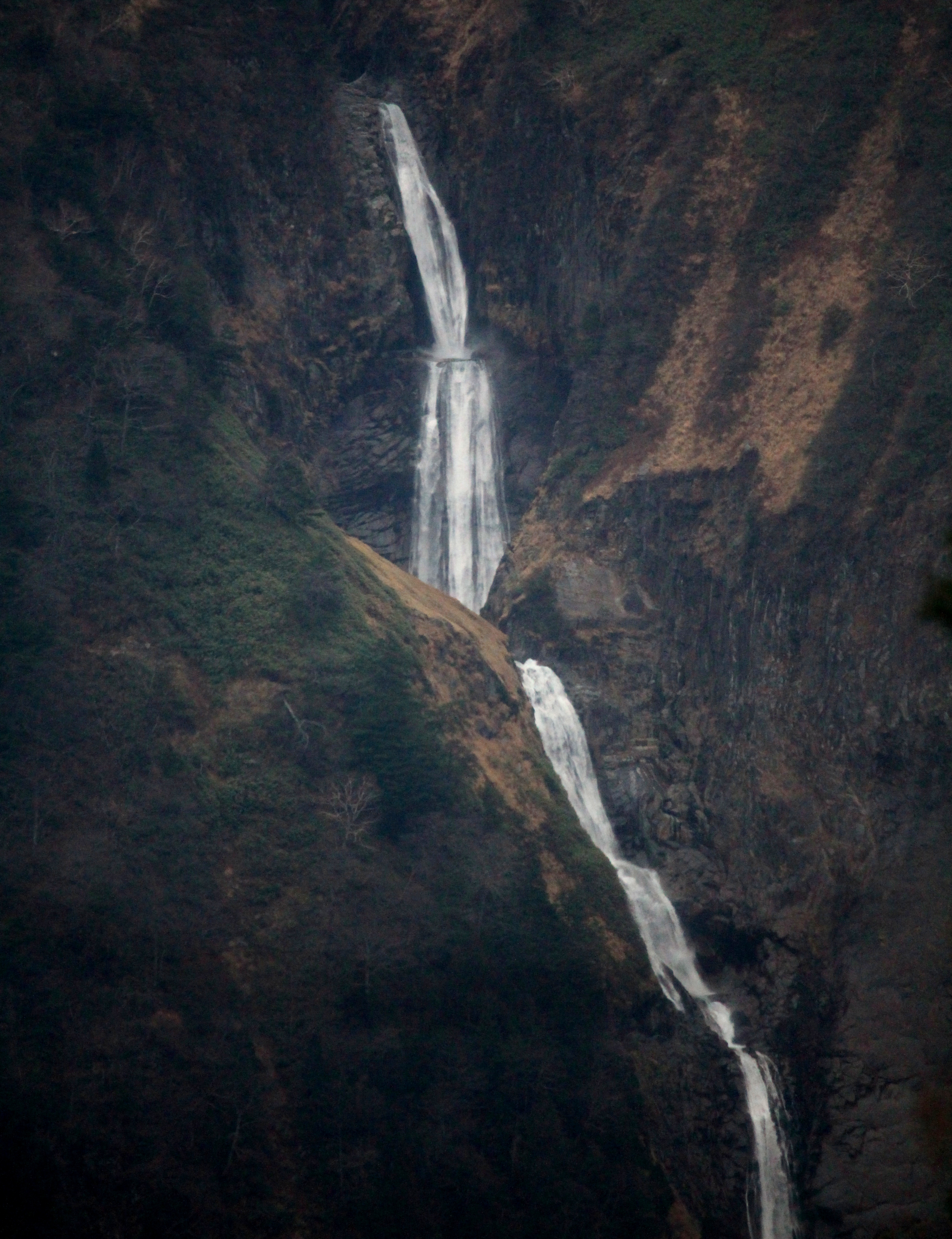
稱名瀑布
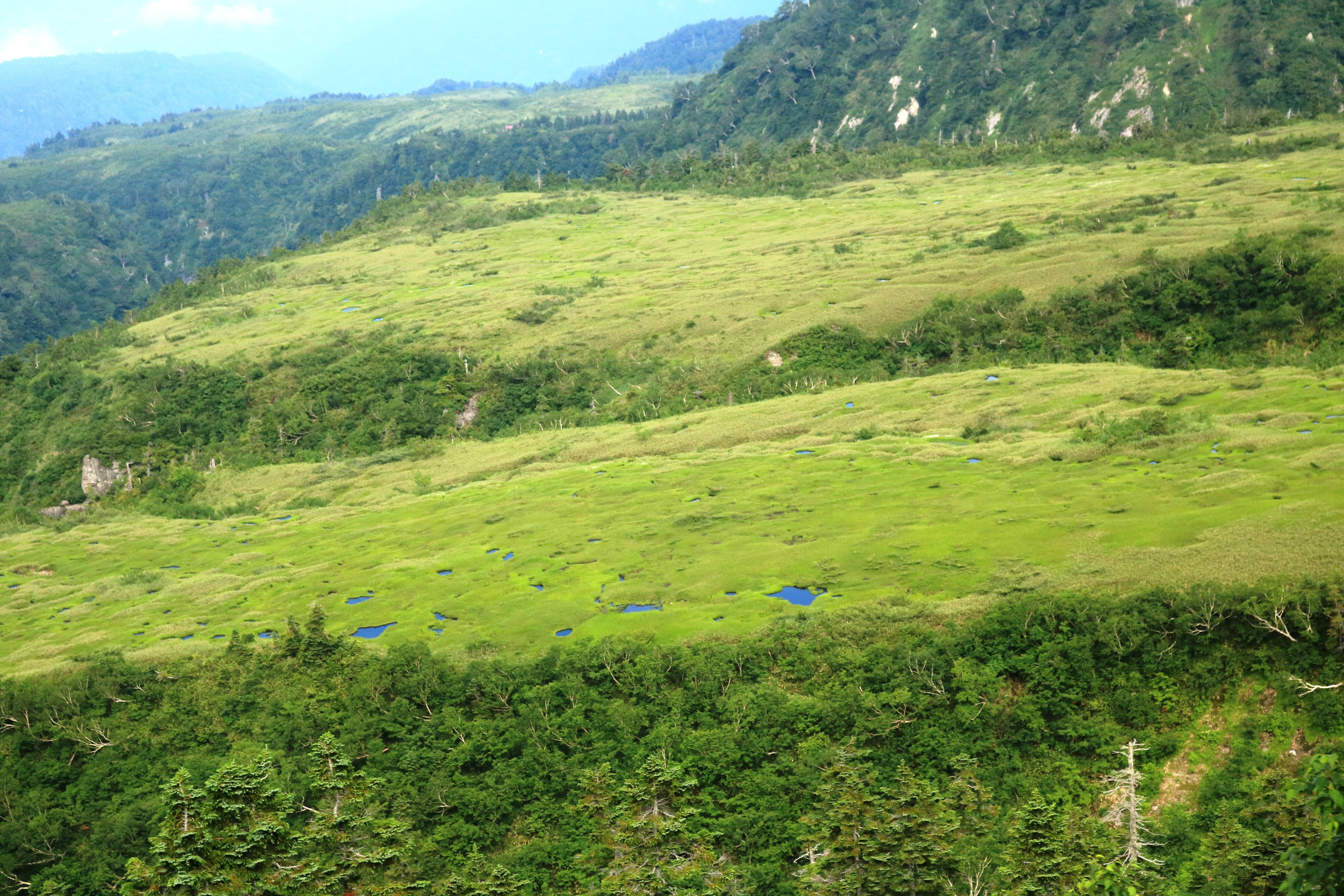
彌陀原
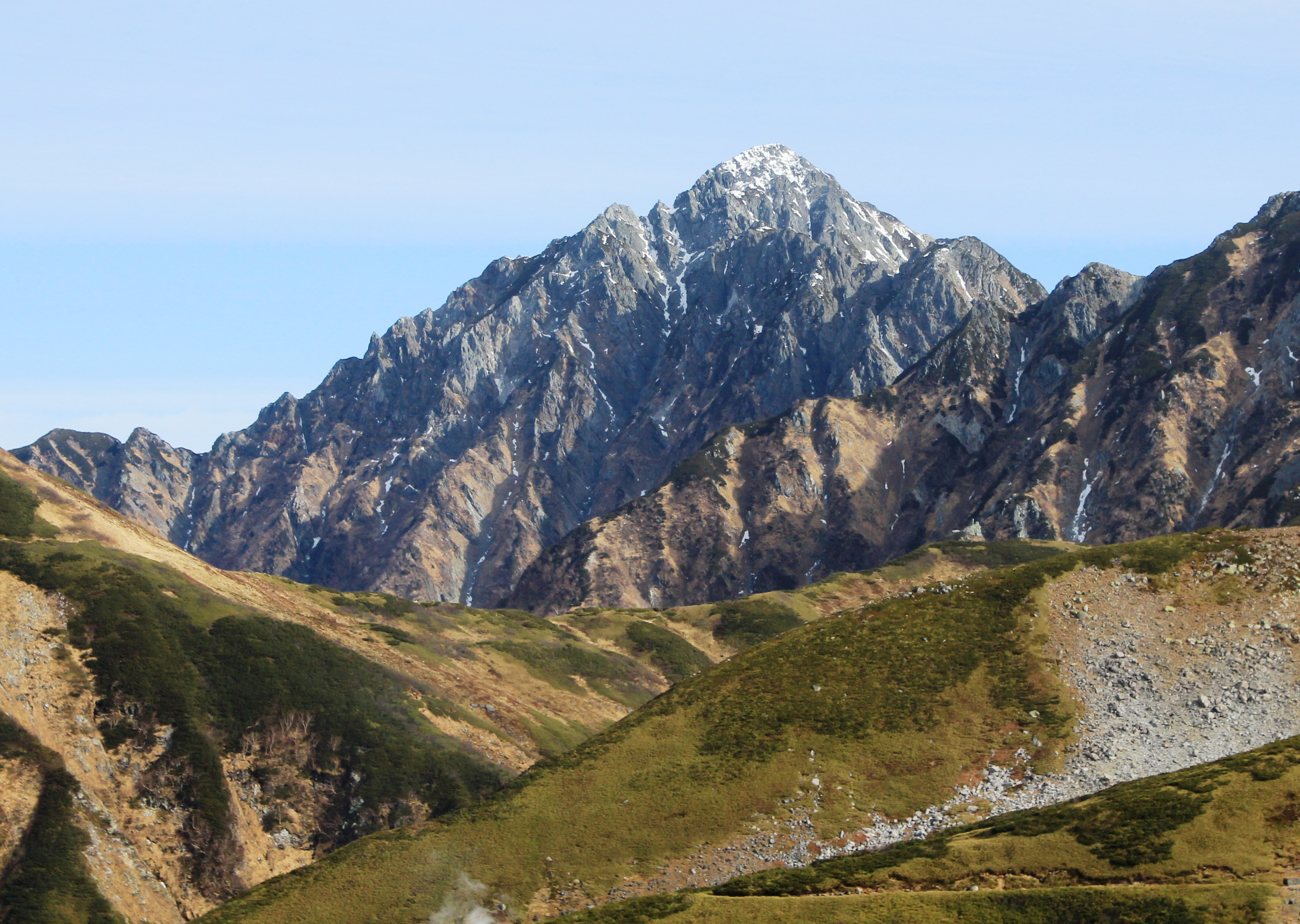
劍岳
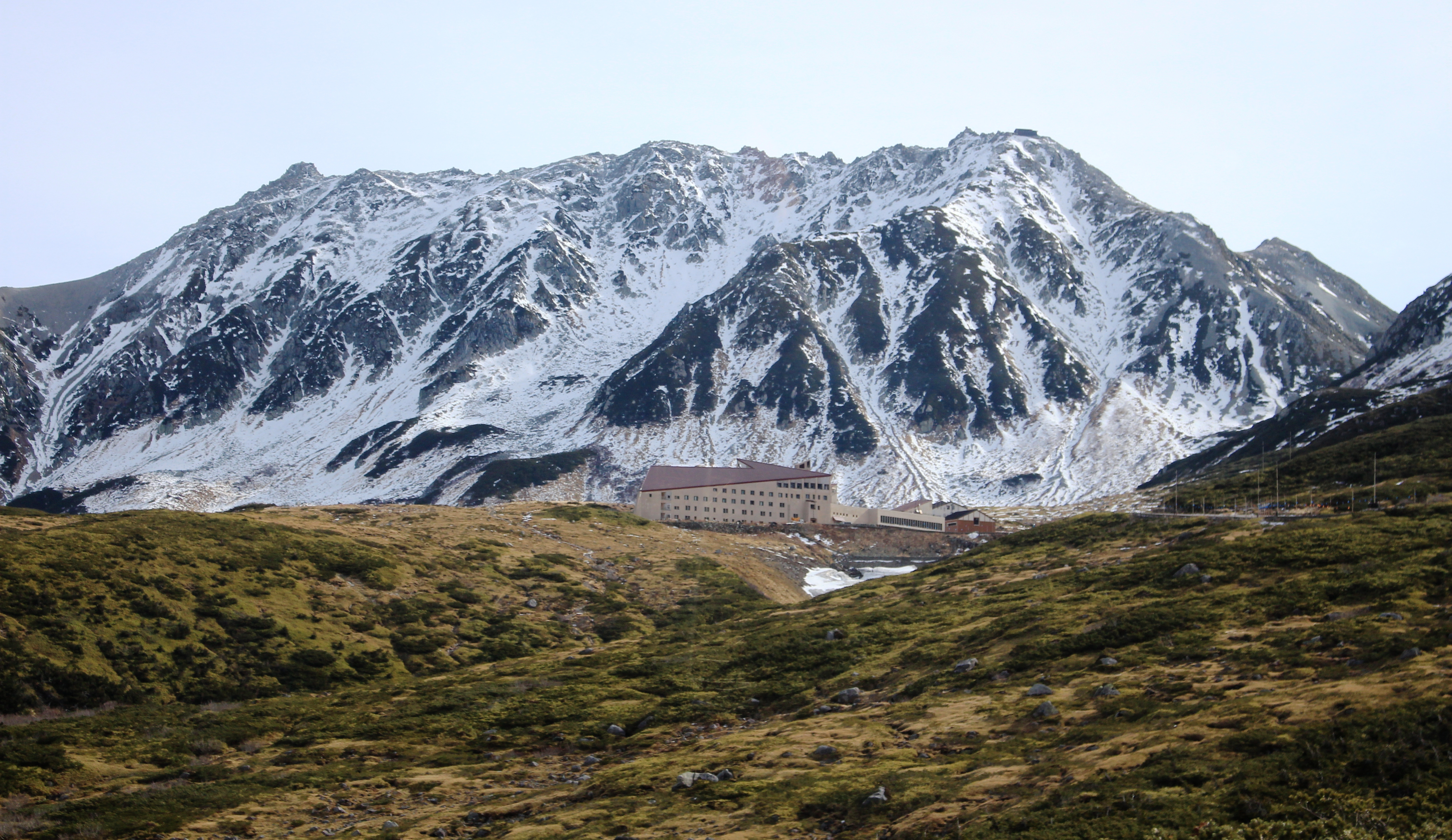
立山
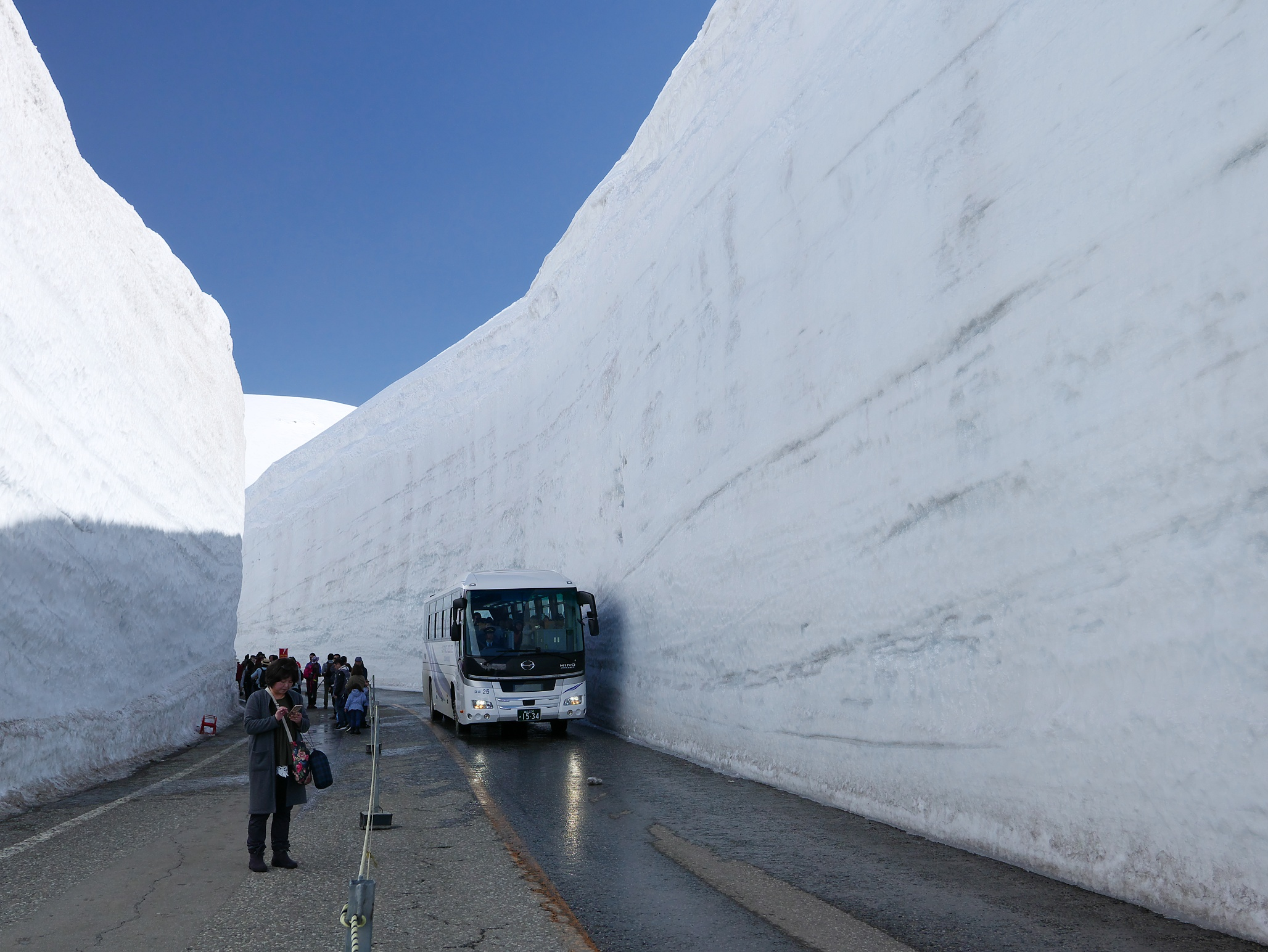
雪之大谷

## 注腳
1. ↑  . 北陸新幹線で行こう!北陸・信越観光ナビ（北日本新聞）. 2018-04-16  [2021-04-29]. （原始内容存档于2021-10-24） （日语）.
2. 1 2 3 4 5  地鉄 1979，第134頁.
3. 1 2  . 講談社、講談社ビーシー. 2019-07-29: 48. ISBN 978-4-06-517358-9 （日语）.
4. ↑  . 富山新聞社. 2003-06-10: 191 （日语）.
5. ↑  地鉄 1979，第142頁.
6. ↑  . 北日本新聞 (朝刊). 1971-06-01: 14 （日语）.
7. ↑  . 富山新聞社. 2003-06-10: 318.
8. 1 2 3 4 5 6  よくある質問｜立山黒部アルペンルート （页面存档备份，存于）（日語）
9. ↑  散策コース紹介｜ホテル立山【公式サイト】 （页面存档备份，存于）（日語）
10. ↑  交通アクセス｜弥陀ヶ原ホテル【公式サイト】 （页面存档备份，存于）（日語）
11. ↑  とやま観光ナビ 立山・雪の大谷ウォーク （页面存档备份，存于）（日語） - 富山觀光推進機構
12. ↑  . 北陸新幹線で行こう!北陸・信越観光ナビ（北日本新聞）. 2018-04-11  [2021-04-29]. （原始内容存档于2021-10-26） （日语）.
13. ↑  . 朝日新聞Digital. 2021-03-22  [2021-04-29]. （原始内容存档于2021-04-14） （日语）.
14. ↑  . 北陸新幹線で行こう!北陸・信越観光ナビ（北日本新聞）. 2020-04-16  [2021-04-29]. （原始内容存档于2021-10-24） （日语）.
15. ↑  . 産経ニュース. 2021-04-22  [2021-04-29]. （原始内容存档于2021-04-23） （日语）.
16. ↑  . 富山新聞. 2021-04-26  [2021-04-29]. （原始内容存档于2021-04-25） （日语）.

## 外部連結
- 黑部阿爾卑斯山脈路線 立山高原巴士 （页面存档备份，存于）（日語）